# بیت‌مپ

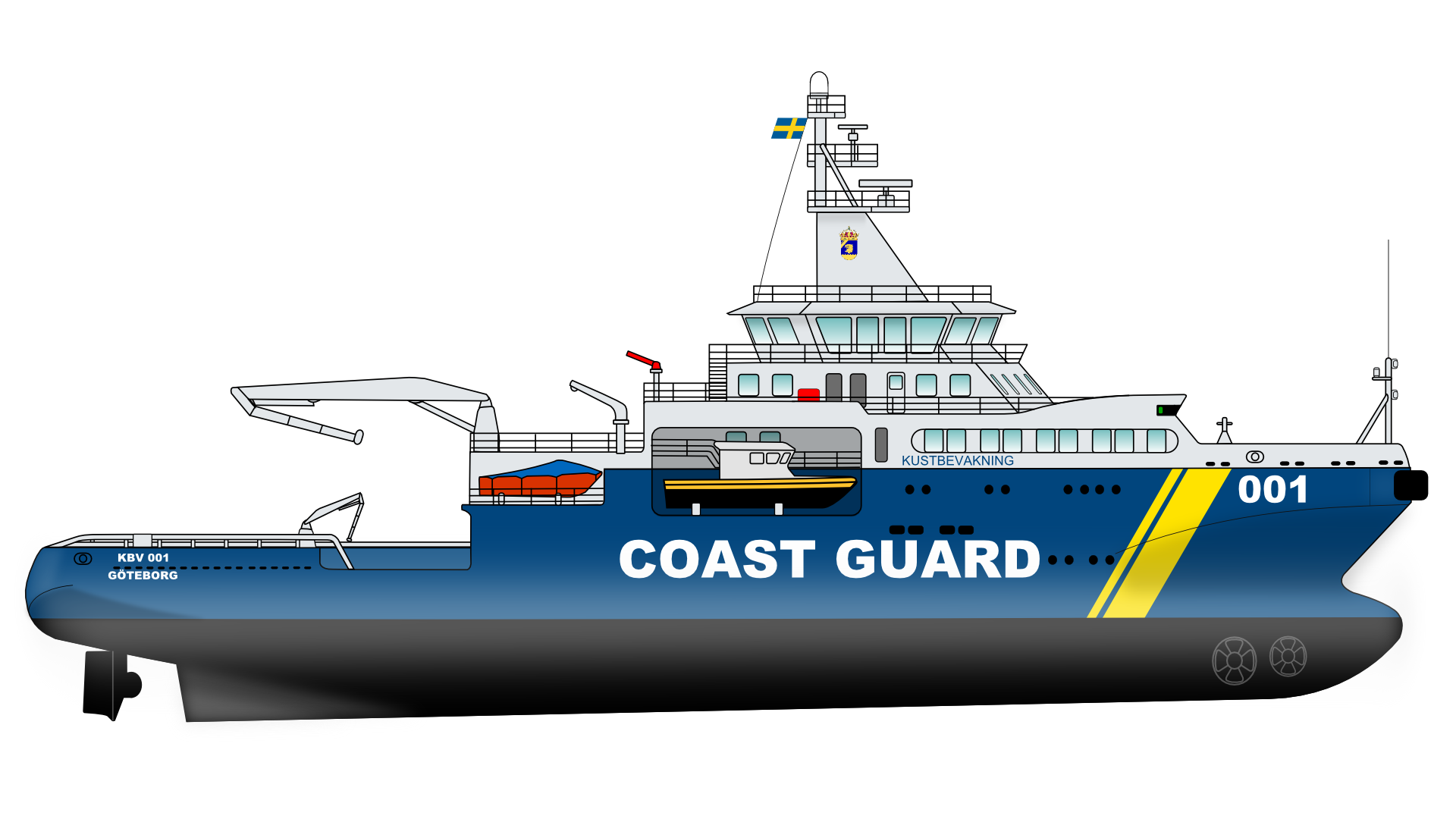
تصویری با فرمت بیت مپ

بیت‌مَپ یا بیت‌نگاشت نگاشتی از یک دامنه (Domain) است به بیت‌ها (Bits). بیت‌مپ، آرایه بیتی (Bit array) یا شاخص بیت‌مپ (Bitmap index) نیز خوانده می‌شود. دامنه، برای نمونه، بازه‌ای از اعداد صحیح است، و بیت، صفر یا یک است.

## بیت‌مپ به عنوان فُرمت فایلِ تصویر
در گرافیک رایانه‌ای، هر تصویر از تعداد مشخصی پیکسل (واحدِ تصویر، Pixel) تشکیل می‌شود و هر پیکسل، دارای اطلاعات روشنایی (Brightness) و رنگ (Chroma) است. در یک تصویر با فُرمتِ بیت‌مپ (Bitmap Image)، مقادیر روشنایی و رنگِ هر پیکسل به صورت دودویی (باینری) ذخیره می‌شوند. به عبارت دیگر، اطلاعات روشنایی و رنگ پیکسل‌های تصویر، به بیت‌ها نگاشته می‌شوند.
اولین برنامهٔ کامپیوتری که کار با این نوع فرمت را ممکن می‌کرد، برنامه پِینت (Paint) شرکت مایکروسافت و در محیط ویندوز بود. پسوند (Extension) فایل‌های تصویریِ بیت‌مپ، bmp. است.
در RGBA32 که مدلی برای ذخیره تصویر دیجیتال به فرمت بیت‌مپ است، هر یک از رنگ‌های قرمز (Red)، سبز (Green) و آبیِ (Blue) هر پیکسلِ تصویر با ۸ بیت توصیف می‌شود (در مجموع ۲۴ بیت). از سوی دیگر، ۸ بیت هم برای توصیف شفافیت (Transparency) پیکسل در نظر گرفته می‌شود (که به آن اصطلاحاً Alpha Channel می‌گویند). پس هر پیکسل در مجموع با ۳۲ بیت توصیف می‌شود.